# 미누마다이신스이코엔역
미누마다이신스이코엔역(일본어: 見沼代親水公園駅)은 일본 도쿄도 아다치구에 있는 도쿄 도 교통국 닛포리·도네리 라이너의 역이다. 역 번호는 13이다.
도쿄 23구내의 최북단 역으로 도쿄 도 교통국이 관리하는 역 중에서도 최북단에 위치한다.

## 역사
- 2008년 3월 30일: 영업 개시.

## 역 구조
섬식 승강장 1면 2선의 고가역이다. 기종점이지만 열차의 야간 체박은 하지 않고, 차량기지인 도네리코엔 역 사이에 출입고를 겸한 구간 열차(영업 열차)와 회송 열차가 설정되어 있다.

### 승강장
| 번호 | 노선                   | 행선        |
| ---- | ---------------------- | ----------- |
| 1・2 | ■ 닛포리·도네리 라이너 | 닛포리 방면 |

## 역 주변
위에서 진술한 대로, 도쿄 도 구부의 최북부에 있는 사이타마현이 바로 근처에 있고, 소카시(남서부)와 가와구치시(신고 지구・하토가야 지구)의 두 개 시가 근접하고 있다. 모두 종래에는 근처역으로 통하는 노선 버스가 공공 교통의 대부분을 맡고 있던 지역이기 때문에 역세권은 도 구부 소재역에 비해서 넓다.
역 주변은 주로 주택지이다.
- 미누마다이 친수 공원 - 본 역 북쪽, 역명의 유래가 되었다. 역을 망라한 1.7 km의 수로를 가진 친수 공원으로 수로변에 겹벚꽃, 사앵 등이 보인다.
- 도네리스와 신사 - 매년 8월 하순에 사카이가와 방의 협력으로 인하여 어린이 씨름 대회가 개최된다.
- 도네리 히카와 신사
- 다케노쓰카 경찰서 미누마다이신스이코엔 역전 파출소
- 사카이가와 방
- 세븐 일레븐 아다치토네리 2초매점

## 사진

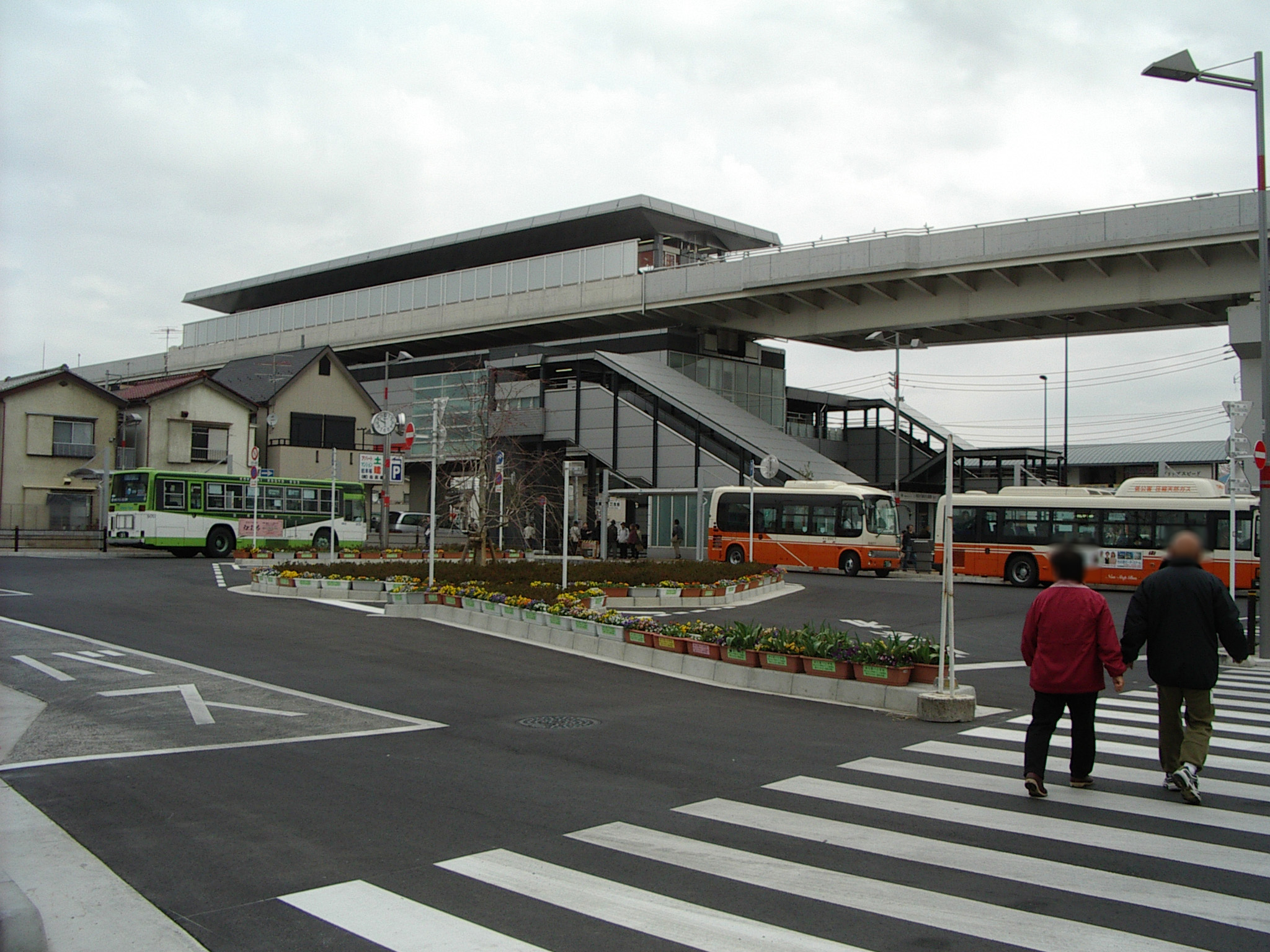
역사 및 역전 광장

## 인접역
| 도쿄 도 교통국 ■ 닛포리·도네리 라이너 | 도쿄 도 교통국 ■ 닛포리·도네리 라이너 | 도쿄 도 교통국 ■ 닛포리·도네리 라이너 |
| ------------------------------------- | ------------------------------------- | ------------------------------------- |
| 12 도네리 닛포리 방면                 |                                       | 시·종착역                             |